# Kurkse
Kurkse is een kustdorp in de Estse gemeente Lääne-Harju, gelegen aan de Baai van Paldiski en de Straat van Kurkse (tussen Kurkse en de Pakri-eilanden). Het dorp heeft een bescheiden haven en staat bekend om zijn maritieme geschiedenis, met name de Kurkse-ramp in 1997. Deze tragedie deed zich voor tijdens het oversteken van de Straat van Kurkse, waarbij 14 leden van de verkenningsgroep van de Baltische Vredesmacht verdronken of bezweken aan onderkoeling.
In de jaren 1992–2017 lag het dorp in de gemeente Padise.

## Bevolking
Het dorp had 21 inwoners op 31 december 2011 en 34 inwoners op 31 december 2021.

## Geschiedenis
De oorsprong van Kurkse gaat terug tot de 16e eeuw toen het werd gesticht door Zweden. Het dorp heeft een geschiedenis van Zweedse invloed en huisvest een voormalige school met tweetalig onderwijs. Bovendien beschikt het dorp over het voormalige landgoed Kurkse, met een park en de overblijfselen van gebouwen.